# Pays-Bas aux Jeux olympiques de 1900
Les Pays-Bas participent aux Jeux olympiques d'été de 1900 à Paris en France. 29 athlètes néerlandais ont participé à des compétitions dans six sports. Ils y ont obtenu cinq médailles : deux en argent et trois de bronze.

## Médailles
| Médaille | Discipline | Épreuve                                | Athlète | Performance | Date |
| -------- | ---------- | -------------------------------------- | --- | ----------- | ---- |
| Argent   | Aviron     | Quatre avec barreur                    | Coenraad Hiebendaal Geert Lotsij Paul Lotsij Johannes Terwogt Hermanus Brockmann                                                                    |             |      |
| Argent   | Voile      | 3 – 10 tonneaux - Course 1             | Henricus Smulders Christoffel Hooijkaas Arie van der Velden                                                                                         |             |      |
| Bronze   | Aviron     | Huit                                   | François Brandt Johannes van Dijk Roelof Klein Ruurd Leegstra Walter Middelberg Hendrik Offerhaus Walter Thijssen Henricus Tromp Hermanus Brockmann |             |      |
| Bronze   | Natation   | 200 m dos                              | Johannes Drost |             |      |
| Bronze   | Tir        | 50m pistolet d'ordonnance, par équipes | Dirk Boest Gips Henrik Sillem Antonius Bouwens Solko Johannes Van den Bergh Anthony Ahasuerus Sweys                                                 |             |      |